# Der Monat
Der Monat. Eine internationale Zeitschrift war eine im Jahr 1948 von Melvin Lasky gegründete deutsche Zeitschrift für Politik und Kultur.

## Geschichte

### 1948 bis 1971
Der Monat erschien in Berlin-Dahlem und war antikommunistisch ausgerichtet. Als Herausgeber fungierte Melvin Lasky, später gemeinsam mit Hellmut Jaesrich. Die Zeitschrift erschien beim Office of Military Government for Germany (U.S.) (US-Militärregierung in Deutschland). Ab April 1960 übernahm Lasky eine Zeitschrift in London und von nun an fungierte Fritz René Allemann als Herausgeber. Der Monat sollte den intellektuellen Austausch insbesondere von liberalen, sozialkritischen und linken Intellektuellen – den sogenannten nichtkommunistischen Linken – im Diskussionsrahmen des Kongresses für kulturelle Freiheit herstellen, wobei antiamerikanisch oder kommunistisch denkende Intellektuelle isoliert bzw. in ihrer öffentlichen Wirksamkeit reduziert werden sollten. 1966 wurde aufgedeckt, dass auch Gelder von der CIA über US-amerikanische Stiftungen in die Zeitschrift flossen. 1968 wurde Der Monat an Die Zeit verkauft.

### 1978 bis 1987
1971 wurde die Zeitschrift eingestellt, 1978 jedoch unter dem Titel Der Monat (Neue Folge) wiedergegründet. Der neue Chefredakteur wurde der SPD-Politiker und spätere Kulturstaatsminister der rot-grünen Bundesregierung Michael Naumann. 1987 wurde die Zeitschrift endgültig eingestellt.

## Autoren
Unter anderem schrieben für den Monat die Autoren Theodor W. Adorno, Hannah Arendt, Raymond Aron, Saul Bellow, Heinrich Böll, François Bondy, Franz Borkenau, Willy Brandt, Ralf Dahrendorf, Milovan Djilas, T. S. Eliot, Max Frisch, Peter Härtling, Sidney Hook, Hermann Kesten, Arthur Koestler, Hans Kohn, Irving Kristol, Walter Laqueur, Wolfgang Leonhard, Richard Löwenthal, Herbert Lüthy, Thomas Mann, Peter de Mendelssohn, Armin Mohler, George Orwell, Wilhelm Röpke, Felix Rexhausen, Hans Sahl, Ernest J. Salter, Ignazio Silone, Hilde Spiel und Peter Szondi.